# Palines
Palines (em grego: Κλίμα Παλινης, Klíma Palinēs), Palnatum (em armênio: Պաղնատուն, Pałnatun) ou Palanacã (Պաղանական, Pałanakan), segundo a Geografia de Ananias de Siracena (século VII), foi um cantão (gavar) da província (ascar) de Sofena, no Reino da Armênia. Seu nome literalmente significa "Casa de Palim" e pode estar associados aos povos balas/palas citados nos registros hititas. Estava localizado no curso inferior do rio Gail (atual Peri), um dos afluentes do Eufrates. Suas principais localidades eram a fortaleza de Palim / Pálio (Pałin / kastron Palios) e a cidade de Hozã, que por vezes deu nome ao distrito. É possível que essa cidade seja a urartita Cuzana. Compreendia uma área de 1 740 quilômetros quadrados. Ao contrário dos cantões vizinhos, que formavam seus próprios Estados principescos, pertenceu a Balabitena, que era governada por uma dinastia local.